# Pośredni Barani Ząb
Pośredni Barani Ząb (słow. Druhý Baraní zub) – drobna turnia o charakterze skalnej iglicy, znajdująca się w Baraniej Grani w słowackiej części Tatr Wysokich. Jest jednym z trzech Baranich Zębów. Od Zadniego Baraniego Zęba odgranicza go Pośredni Barani Karbik, a od Skrajnego Baraniego Zęba oddzielony jest Skrajnym Baranim Karbikiem. Wierzchołek Pośredniego Baraniego Zęba nie jest dostępny żadnymi znakowanymi szlakami turystycznymi. Jego wschodnie stoki trawersuje droga łącząca sąsiednie przełęcze.